# KK Metković
KK Metković je košarkaški klub iz Metkovića osnovan 11. kolovoza 2006.
U Metkoviću se košarka ozbiljnije igra od sredine šezdesetih godina prošlog stoljeća nakon što je izgrađeno prvo betonsko igralište. Zamah doživljava nakon Svjetskog prvenstva u Ljubljani 1970. kada je tadašnja državna reprezentacija osvojila prvo mjesto, što je mnogim mladima bio motiv za početak bavljenja košarkom. 
Prvi klub osnovan je 1973. i djelovao je u okviru Radničkog sportskog društva "Razvitak". Nakon njega je osamdesetih godina osnovan KK "Mladost" u kojem se košarka trenirala i igrala puno ozbiljnije. U tim vremenima novootvorena Sportska dvorana u Metkoviću dva puta je bila domaćin velikim košarkaškim utakmicama – Finalu Kupa i tzv. Superkupu. 
Klub ozbiljnije rezultate bilježi u 21. stoljeću osvajanjem B1 lige – Jug u sezoni 2008./09. Metković je tada igrao u sastavku: Ivan Gabrić, Ivan Marić, Ljubo Prgomet, Dario Herceg, Pero Ramić, Goran Menalo, Mladen Vidović, Jure Ilić, Stjepan Vidović, Jovan Koljbabić, Ivan Pekić.
S dobrim igrama klub je nastavio u sljedećih nekoliko godina, a već dvije sezone poslije borio se za plasman u prvu ligu gdje je bio vodeći u A2-ligi jug veći dio sezone.
Promjenom vlasti uslijedila je i promjena u klubu kojem je malo nedostajalo da bude ugašen. U teškoj financijskoj situaciji klub je uspio preživjeti u nižem rangu i sve veće probleme s bazom omladinskog pogona.
Klub je trenutno aktivan u A-2 ligi jug te je najavljena konsolidacija na svim razinama u klubu

KK Metković također ima i mlađe uzraste koji se natječu u svojim ligama!